# Vena cava superior
De vena cava superior, vena cava anterior of bovenste holle ader is het bovenliggende gedeelte van de vena cava of holle lichaamsader. De holle ader is de grootste lichaamsader die instaat voor het terugvloeien van het bloed naar het hart. 
Deze vena cava superior bevat zuurstofarm bloed dat terugkomt van het weefsel in het bovenste gedeelte van ons lichaam. Hij sluit aan op het rechter atrium.